# Leucesthes alba
Leucesthes alba là một loài bướm đêm trong họ Geometridae.